# Повстанюк, Михаил Григорьевич
Повстанюк Михаил Григорьевич (2 июля 1948, Одесса — 29 октября 2018, там же) — заслуженный архитектор Украины, действительный член Инженерной академии Украины (академик), профессор, член Союза архитекторов Украины, проектировал и участвовал в строительстве более 350 объектов. Его работы отмечены многочисленными наградами. Генеральный директор фирмы «Архпроект-МДМ».

## Биография
- 1971 год — окончил Одесский инженерно-строительный институт, архитектурный факультет.

- 1971—1974 гг. — работал архитектором, старшим архитектором и руководителем группы в проектном институте «Госхимпроект» (ныне «Ставропольский промстройпроект») в городе Пятигорске.

- 1974—1977 гг. — консультант-архитектор в Головном Государственном Проектном институте в городе Улан-Баторе, Монголия.

- 1977—1979 гг. — руководитель группы в институте «Ставропольгражданпроект» в городе Пятигорске.

- 1979—1986 гг. — работал младшим и, затем, старшим научным сотрудником НИСа, главным архитектором проекта и начальником архитектурного отдела НИЛЭП (Научно-исследовательская лаборатория экспериментального проектирования жилых и общественных зданий) в Одесском инженерно-строительном институте.

- 1986—1988 гг. — начальник бюро перспективного развития ПО «Стройгидравлика».

- 1988—1996 гг. работал главным инженером и, затем, директором Творческой архитектурно-проектной мастерской «Одессархпроект».

- 1996—1997 гг. — директор предприятия «Одеспроектреставрация».

- 1997 год — генеральный директор фирмы «Архпроект-МДМ».

## Проекты
- Реконструкция гостиницы «Пассаж», г. Одесса
- Реконструкция гостиницы «Больша́я Моско́вская», г. Одесса
- Гостиница «Черное Море», ТЦ «Привоз», г. Одесса
- Отель «Моцарт», г. Одесса
- Арабский культурный центр, г. Одесса
- Реконструкция Церкви иконы Божией Матери «Всех скорбящих Радосте» по ул. Базарной, 2-а, г. Одесса
- Медицинский центр «Инто-Сана», г. Одесса
- Дельфинарий, г. Одесса
- Дельфинарий, г. Киев
- Ремонтно-реставрационные работы по памятнику градостроительства и архитектуры: «Шахский дворец», г. Одесса

## Награды
Награждён рядом дипломов и грамот, в том числе:
- грамотами Одесской областной госадминистрации, Исполкома Одесского горсовета, Од. обл. организации Национального Союза Архитекторов Украины, Гос. комитета Украины по строительству и архитектуре;
- дипломом denkmal 2000 «Европейской выставки по сохранению памятников и обновлению городов» (г. Лейпциг, Германия, 25.10.-28.10.2000 г.) — единственный диплом, полученный проектной организацией с Украины и из стран СНГ.
- В рамках национальной имиджевой программы «Лидеры ХХІ столетия», награждён международным дипломом и медалью «Laureis of Fame» («Лавры Славы»), г. Оксфорд, Англия, 12.08.2002 г..
- Решением Europe Business Assembly (Европейской бизнес ассамблеи) за персональный вклад в интеллектуальное развитие современного общества награждён SOCRATES INTERNATIONAL AWARD (международная награда Сократа) и включен в международный реестр выдающихся личностей современного мира, г. Киев, 21.06.2005 г..
- 22 декабря 2005 года награждён орденом Украинской Православной Церкви Святого Равноапостольского Великого князя Владимира ІІІ степени.
- Решением Исполкома Совета Собора славянских народов за выдающийся вклад в развитие украинского общества, национальной экономики, возрождение духовности и славянского единства удостоен звания полного кавалера международных наград «Славянская Честь, Доблесть, Слава», г. Киев, 06.08.2007 г..
- По итогам Национальных Рейтингов Украины 2007 года награждён Украинской академией архитектуры и Академией строительства Украины медалью «Лидер архитектурно-строительного комплекса Украины» в номинации «Лауреат Национальной Программы „Золотая Капитель“», г. Киев, 2007 г..
- По итогам «Рейтинга популярности — 2009» Повстанюк М. Г. отмечен дипломом победителя в номинации «Архитектор года», г. Одесса, декабрь 2009 г..